# 片瀬美月
片瀬 美月（かたせ みづき、1996年〈平成8年〉12月20日 - 2023年〈令和5年〉3月21日）は、日本のタレント、グラビアアイドル、女優。エンターマックスプロモーション所属。アイドルユニット・東京イルミナティの元メンバー。ぴゅーぴるモ!メンバー。奈良県出身。

## 略歴

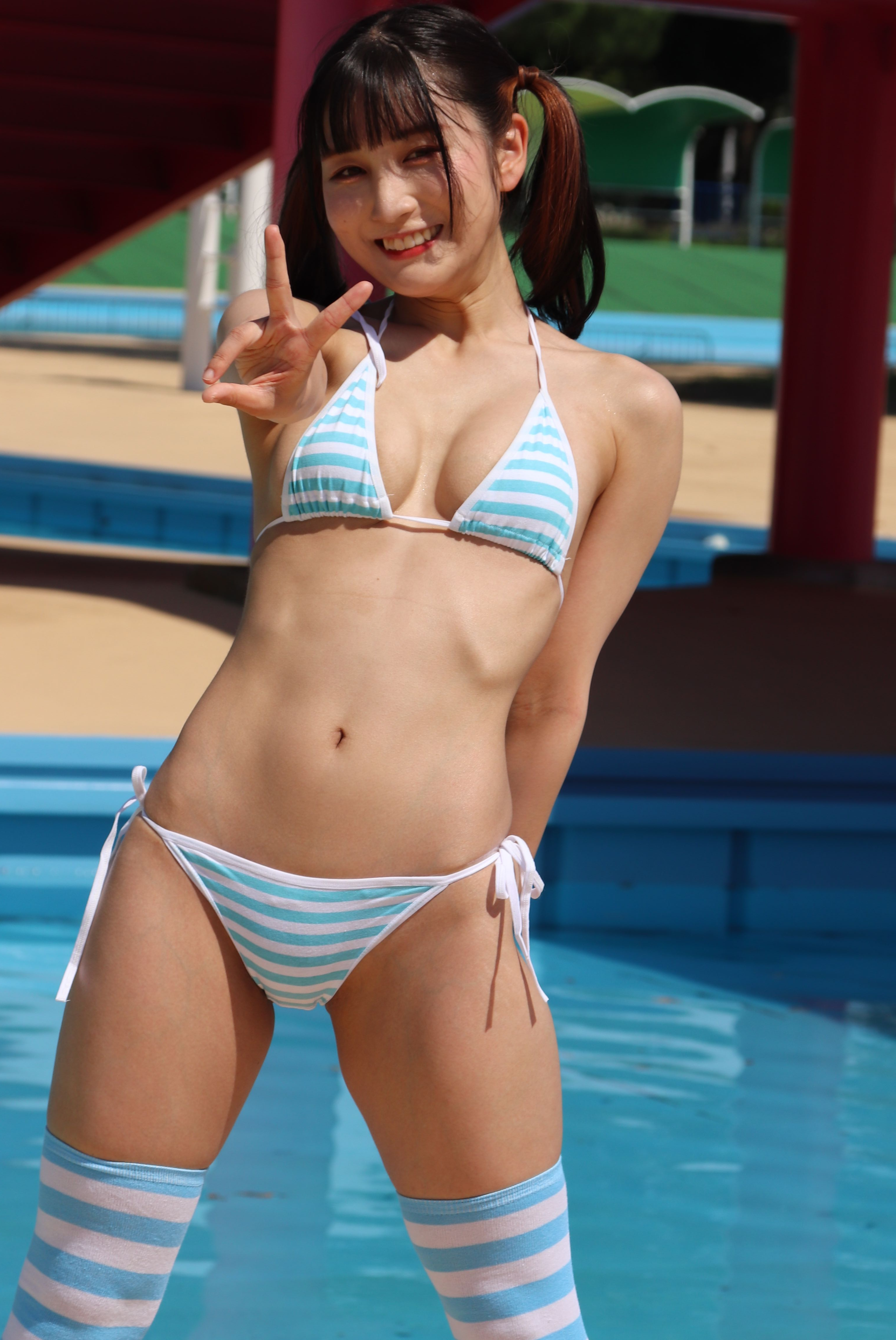
グラビアアイドルとして活動する片瀬（2022年）

元々子役として活動していたことがあったが、中学受験のため一度引退。芸能活動を再開したいと思っていたちょうどその時に現所属事務所からスカウトされ、2014年にデビュー。
高3の12月に退学後、聖パウロ学園高等学校を卒業。
2021年3月、横浜国立大学理工学部数物・電子情報系学科（物理工学教育プログラム）卒業。
「ヨルハ Ver.1.1」にて初舞台（2015年5月）。
応援アイドルユニット「東京イルミナティ」結成メンバーとして加入（2016年11月）。
2021年4月25日 渋谷Milkywayにてゆるめるモ!研修生グループの『ぴゅーぴるモ!』のメンバーとして加入（つきみ名義）。
2021年には講談社主催『ミスiD2022』にエントリー。2022年1月28日、ファイナリストに残る。
2023年3月21日、死去。26歳没。訃報は同月26日、所属事務所より公表された 。

## 作品

### DVD
- ムーン・エンジェル（2014年11月20日、タスクビジュアル）
- ピュア・スマイル（2015年1月23日、竹書房）
- 卒業の約束（2017年6月23日、M.B.D. メディアブランド）[8]
- 胸の高鳴り（2017年9月29日、エスデジタル）
- 運命の出会い（2017年12月22日、スパイスビジュアル）

### 写真集
- wrap the BOOBs 着衣巨乳写真集（2016年5月31日、写真:須崎祐次、一迅社） - モデル参加[9]

## 出演

### 舞台
- アリスインプロジェクト
  - 「ヨルハ Ver.1.1[7]」（2015年5月26日 - 30日、新宿村LIVE） - アルファ部隊 タームβ 役
- M-SMILE
  - 「まいっちんぐマチコ先生〜臨海学校で人魚伝説！そんな事ってアリエル？の巻〜[10]」（2017年8月17日 - 20日、築地ブディストホール） - 袖引き小僧・お袖 役
  - 「まいっちんぐマチコ先生〜こんな世界に誰がした??世直しバック・トゥ・ザ・ティーチャーの巻〜」（2018年5月3日 - 6日、築地・ブディストホール） - マーティー幕揚 役[11]
  - 「舞台版まいっちんぐマチコ先生～令和元年スタート!YOU_タチニツグ!シン・ニホンジンハダレダ！の巻～」（2019年5月2日 - 6日、築地ブディストホール） - カ・ラ 役[12]
  - 「グラゲキ『BUKATSUノススメ』」（2020年2月7日 - 3月1日、千本桜ホール） - 明佐間夏生 役[13]
  - 「グラゲキ『BUKATSUノススメ・其ノ弐～部活失格～』」（2020年10月17日 - 17日、MsmileBOX渋谷） - 明佐間夏生 役
  - 「グラゲキ～『まいっちんぐマチコ先生』～」（2021年2月20日 - 21日、MsmileBOX渋谷） - 成城ヒロミ 役
  - 「サトラレ〜the reading〜」（2021年4月10日 - 11日、MsmileBOX 渋谷[14]）
- 劇団ドリームプリンセス
  - 「ぴんすぽ![15]」（2018年4月4日 - 8日、新宿村LIVE） - 大佐間樹 役[16]
  - 「13月の女の子」Aチーム[17]（2019年6月29日 - 7月7日、新宿・シアターモリエール） - 上野かりな 役[18]

### テレビバラエティ
- 痛快TV スカッとジャパン（フジテレビジョン）